# Biatora efflorescens

Biatora efflorescens ((Hedl.) Räsänen,  es una especie de liquen crustáceo de aspecto granular de la familia Ramalinaceae que vive principalmente en la corteza de árboles (corticícola). Esta especie presenta un color grisáceo a verde en su superficie, marrón, a hialino en el epitecio y blanco a amarillo pardo en el hipotecio. Por lo general Biatora efflorescens no presenta soredios en su superficie; la reproducción tiene lugar solo por parte del micobionte mediante ascosporas oblongas no septadas o uniseptadas de entre 9 y 22 micras de diámetro generadas en conidios baciliformes. En esta especie aparecen como metabolitos secundarios de la simbiosis las consideradas como sustancias liquénicas argopsina y norargopsina.

## Sinonimia
- Lecidea helvola f. efflorescens Hedl. Basónimo.
- Biatora epixanthoidiza (Nyl.) Räsänen
- Lecidea efflorescens (Hedl.) Erichsen
- Lecidea epixanthoidiza
- Lecidea epixanthoidiza Nyl.